# The Strangers: Chapter 2
The Strangers: Chapter 2 is een aankomende Amerikaanse horrorfilm geregisseerd door Renny Harlin. De film dient als een vervolg op The Strangers: Chapter 1 uit 2024.

## Verhaal
De film speelt zich direct af na de eerste film en volgt Maya na de moordaanval die op haar en haar vriend zijn gepleegd. Maya ontwaakt in het ziekenhuis en mag deze daarna al snel weer verlaten. Ze krijgt een lift van een groep bekenden, maar onderweg lijkt er iets niet in orde te zijn met haar medereizigers.

## Rolverdeling
| acteur           | personage  |
| ---------------- | ---------- |
| Madelaine Petsch | Maya Lucas |
| Gabriel Basso    | Gregory    |
| Ema Horvath      | Shelly     |
| Froy Gutierrez   | Ryan       |

## Achtergrond
De film werd geregisseerd door Renny Harlin en geproduceerd door Courtney Solomon, Mark Canton, Christopher Milburn, Gary Raskin, Alastair Birlingham en Charlie Dombek. Het scenario van de film werd net als het eerste deel geschreven door Alan R. Cohen en Alan Freedland. De film is het vervolg op de film The Strangers: Chapter 1 uit 2024 en is de tweede film in de aankomende trilogie. De drie delen zijn tegelijktijdig opgenomen en vonden plaats van september 2022 tot en met november 22 in Bratislava, Slowakije. De muziek van de film werd gecomponeerd door Justin Burnett en Òscar Senén. Hoofdrollen in de film zijn weggelegd voor onder anderen Madelaine Petsch, Gabriel Basso en Ema Horvath.

## Release
Op 18 oktober 2024 werd de eerste teaser trailer van de film uitgebracht, deze werd op 24 juni 2025 opgevolgd door een volledige trailer. The Strangers: Chapter 2 staat gepland om door distributeur Lionsgate op 26 september 2025 in de Amerikaanse bioscopen uitgebracht te worden. Oorspronkelijk was het de bedoeling dat de film, net als het eerste deel, op een onbekende releasedatum in 2024 zou verschijnen.